# Karbach (Baviera)
Karbach è un comune mercato tedesco di 1 398 abitanti, situato nel circondario del Meno-Spessart nel distretto della Bassa Franconia nel land della Baviera.